# Luigi Airaldi
Luigi Airaldi (Milano, 30 gennaio 1870 – 1949) è stato un ciclista su strada italiano, professionista dal 1893 al 1896, vinse una edizione della Milano-Torino.

## Palmarès
- 1894

Milano-Torino
Milano-Salsomaggiore
Milano-Luino
- 1896

Firenze-Montecatini